# Smedovac
Smedovac (en serbe cyrillique : Смедовац) est un village de Serbie situé dans la municipalité de Negotin, district de Bor. Au recensement de 2011, il comptait 112 habitants.

## Démographie
| 1948 | 1953 | 1961 | 1971 | 1981 | 1991 | 2002 | 2011 |
| ---- | ---- | ---- | ---- | ---- | ---- | ---- | ---- |
| 528  | 514  | 499  | 419  | 327  | 225  | 163  | 112  |

|  |